# Ruszki (gromada)
Ruszki – dawna gromada, czyli najmniejsza jednostka podziału terytorialnego Polskiej Rzeczypospolitej Ludowej w latach 1954–1972.
Gromady, z gromadzkimi radami narodowymi (GRN) jako organami władzy najniższego stopnia na wsi, funkcjonowały od reformy reorganizującej administrację wiejską przeprowadzonej jesienią 1954 do momentu ich zniesienia z dniem 1 stycznia 1973, tym samym wypierając organizację gminną w latach 1954–1972.
Gromadę Ruszki z siedzibą GRN w Ruszkach utworzono – jako jedną z 8759 gromad na obszarze Polski – w powiecie kutnowskim w woj. łódzkim, na mocy uchwały nr 30/54 WRN w Łodzi z dnia 4 października 1954. W skład jednostki weszły obszary dotychczasowych gromad Groszki, Kamienna, Podgajew, Szczyt i Wyrów ze zniesionej gminy Bedlno, obszar dotychczasowej gromady Wola Owsiana ze zniesionej gminy Oporów oraz obszar dotychczasowej gromady Wola Prosperowa ze zniesionej gminy Dobrzelin w tymże powiecie. Dla gromady ustalono 10 członków gromadzkiej rady narodowej.
Gromadę zniesiono 31 grudnia 1959, a jej obszar włączono do gromad Oporów (wieś Podgajew, wieś Gajew, wieś Szymanówka, wieś Szczyt, wieś Kamienna, wieś Wola Prosperowa i wieś Wola Owsiana) i Bedlno (wieś Groszki, parcelę Ruszki i wieś Wyrów).